# Hygrophorus capreolarius
Hygrophorus capreolarius är en svampart som tillhör divisionen basidiesvampar, och som först beskrevs av Károly Kalchbrenner, och fick sitt nu gällande namn av Fr.. Hygrophorus capreolarius ingår i släktet Hygrophorus, och familjen Hygrophoraceae. Arten har ej påträffats i Sverige.